# Instax

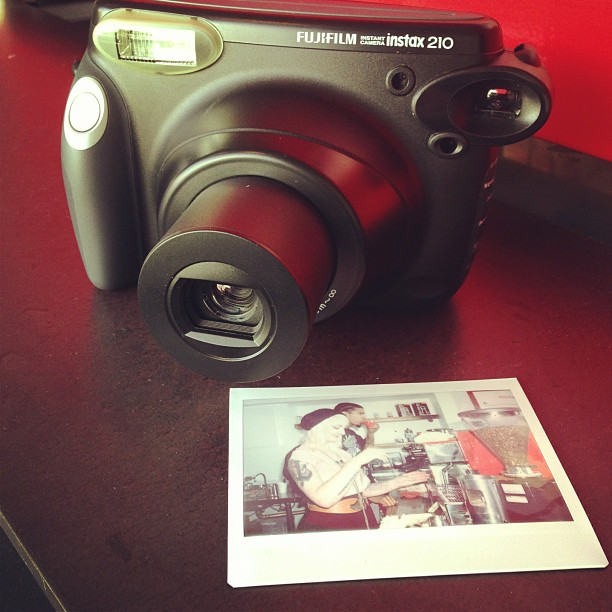
Fujifilm Instax 210 con una muestra

Instax (a menudo estilizado en los textos como instax, con minúscula inicial) es una marca de cámaras instantáneas y películas instantáneas comercializadas por Fujifilm.
La primera cámara y la película que la acompaña, la película Instax Mini 10 y la película Instax Mini., salieron al mercado en 1998. La película "Instax Wide" y la primera cámara para este tipo de película salieron al mercado el año siguiente. La película Instax Square y la cámara de la cámara que la acompaña se lanzaron en 2017.  Otros fabricantes también hacen cámaras compatibles y soportes de película para dichas cámaras.
Los distintos formatos de película Instax proporcionan los siguientes tamaños de imagen:
- Instax Mini 46 mm × 62 mm (1.8 in × 2.4 in)
- Instax Wide 99 mm × 62 mm (3.9 in × 2.4 in)
- Instax Square 62 mm × 62 mm (2.4 in × 2.4 in)

## Características

### Cámaras e impresoras
Fujifilm fabrica una gama de cámaras Instax Mini e Instax Wide, al igual que otros fabricantes. Fujifilm también fabrica impresoras Instax Mini y en el pasado fabricó impresoras Instax Pivi. Actualmente, en cuanto a las impresoras, la empresa ofrece tres distintos modelos:
El primero, de nombre Instax SHARE SP-3, ofrece la posibilidad de hacer las fotografías a través del teléfono móvil y, gracias a la aplicación llamada SP-3, conectada por Wi-Fi, transferir estas mismas con el fin de obtener la impresión a papel. Además, también permite imprimir imágenes desde los perfiles de Instagram, Google Photos, Flickr, Dropbox y Facebook.
Por otra parte, el segundo, llamado Instax SHARE SP-2, pone a disposición las mismas funciones que el anterior, a diferencia de que la aplicación recibe el nombre de SP-2 y que únicamente permite imprimir fotografías de las cuentas de Instagram y Facebook.
Finalmente, el tercer modelo de impresora que fabrica Fujifilm se llama Instax Mini Link.

### Películas
Los productos de película instantánea de Fuji se basan en las mejoras realizadas por la Eastman Kodak Company en los años 70 y 80 sobre el sistema de película instantánea SX-70 de Polaroid, en esencia: la capacidad de exponer la película a través de la parte posterior de la fotografía para evitar el uso del espejo y la inversión del orden en la colocación de las capas para que el revelado de la capa azul sea visible primero.  Como resultado de estos cambios, no es necesario tomar la imagen a través de un espejo réflex para invertir la imagen (como hacen todas las cámaras de película integradas Polaroid).  El balance de color y el rango tonal también se mejoran con respecto a las películas instantáneas integrales de Polaroid.  La decisión de Fuji de integrar los resortes y las baterías de la placa de presión en el cuerpo de la cámara en lugar de ir incorporado en el paquete de película desechable hace que el precio por pack del sistema Instax sea más económico que el equivalente de Polaroid, permitiendo rebajar el precio de la copia.

## Modelos

### Instax Mini

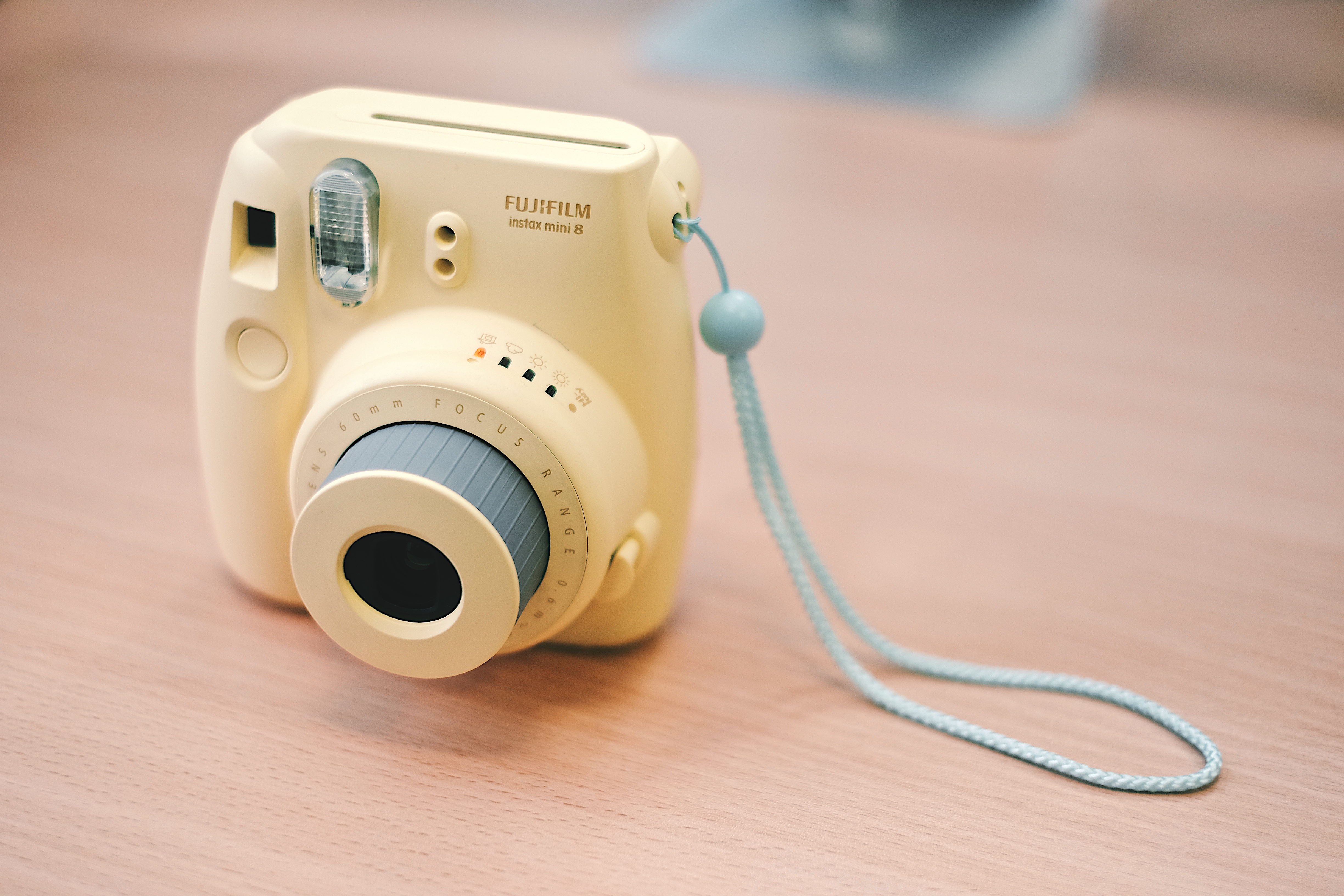
Fujifilm Instax Mini 8 cámara

Instax Mini es una película de color ISO 800 para luz de día, con unas dimensiones de 54mm×86mm (2.1 in×3.4 in, aproximadamente del tamaño de la tarjeta de crédito ISO/IEC 7810 ID-1)  diseñada para ser usada con cámaras compatibles con el sistema Fujifilm Instax mini.  
En Japón las familias de cámaras y películas instantáneas Instax e Instax Mini fueron bautizadas con el nombre de Instax Cheki (チェキ).
| Especificaciones de la película               | Especificaciones de la película                |
| --------------------------------------------- | ---------------------------------------------- |
| Velocidad de la película                      | ISO 800/30°                                    |
| Temperatura de color                          | Tipo de luz de día (5500K)                     |
| Resolución                                    | 12 líneas/mm                                   |
| Fotos por paquete                             | 10                                             |
| Dimensiones de la película(W×H)               | 54 mm × 86 mm 2.1 in × 3.4 in                  |
| Dimensiones de la imagen(W×H)                 | 46 mm × 62 mm 1.8 in × 2.4 in                  |
| Relación de aspecto                           | 1:1.348                                        |
| Dimensiones del paquete de la película(W×H×D) | 61 mm × 92 mm × 20 mm 2.4 in × 3.6 in × 0.8 in |

### Digital Instax Pivi
La línea Digital Instax Pivi fue pensada como un híbrido digital/analógico.  La intención original era producir un nuevo formato para alimentar una serie de cámaras instantáneas digitales similares a la Olympus C-211, una cámara digital con una impresora de película Polaroid 500 incorporada. Fujifilm finalmente lanzó la FinePix PR21, una cámara digital con una mini impresora Instax incorporada, en 1999.  Se planeó lanzar una impresora independiente desde el principio, aunque no era el enfoque principal, pero esto cambió con la llegada del dispositivos móviles.  Este dispositivo llegó al mercado en 2004, después de aproximadamente cinco años en desarrollo. La película Instax Pivi parece físicamente idéntica a la Instax mini, pero tiene una película formulación diferente produciendo una imagen invertida cuando se usa en una cámara Instax mini cámara, lo que las hace incompatibles.
| Especificaciones de película    | Especificaciones de película  |
| ------------------------------- | ----------------------------- |
| Velocidad de película           | 800 ASA                       |
| Dimensiones de la película(W×H) | 54 mm × 86 mm 2.1 in × 3.4 in |
| Dimensiones de la imagen(W×H)   | 46 mm × 61 mm 1.8 in × 2.4 in |

### Instax Wide

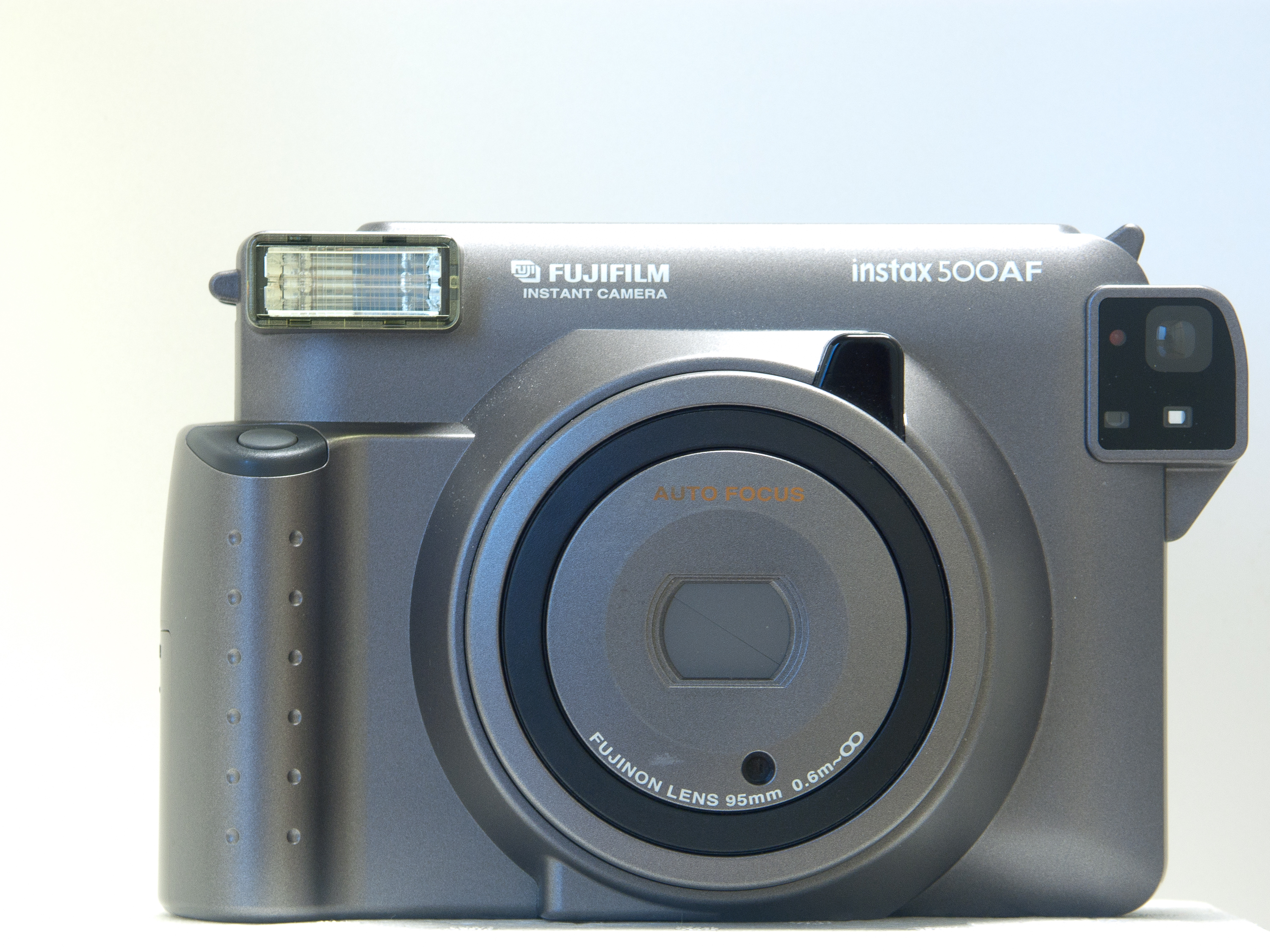
Fujifilm Instax 500AF cámara

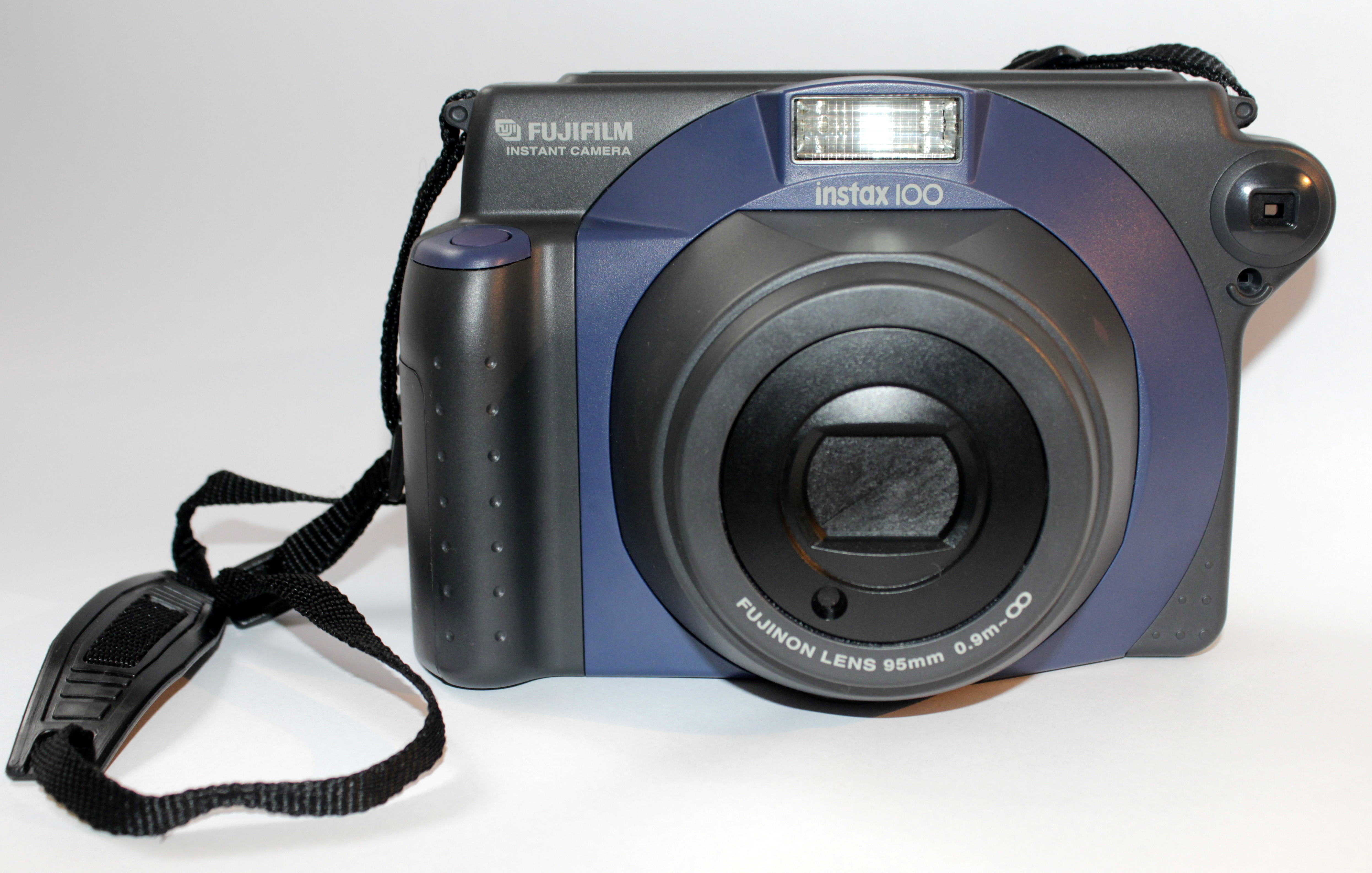
Instax 100 cámara

Lanzado un año después de las cámaras y películas Instax Mini, el negativo se aumentó en este formato para crear un tamaño de imagen basado en la proporción áurea. En el momento del lanzamiento, este formato simplemente se llamaba Instax sin ningún sufijo (convirtiéndolo en la película Instax estándar, no mini), Fujifilm incorporó gradualmente el apodo de "Wide" al nombre del producto.  Ese patrón de cambio de marca también se puede ver en el Instax 210, que ahora se describe en el sitio web de Fujifilm como Instax Wide 210, a pesar de no estar referenciado en ninguna otra parte de tal manera..
| Especificaciones de película                  | Especificaciones de película                    |
| --------------------------------------------- | ----------------------------------------------- |
| Velocidad de película                         | ISO 800/30°                                     |
| Temperatura de color                          | Tipo de luz del día (5500K)                     |
| Resolución                                    | 10 líneas/mm                                    |
| Fotos por paquete                             | 10                                              |
| Dimensiones de la película(W×H)               | 108 mm × 86 mm 4.3 in × 3.4 in                  |
| Dimensiones de la imagen(W×H)                 | 99 mm × 62 mm 3.9 in × 2.4 in                   |
| Relación de aspecto                           | 1.618:1                                         |
| Dimensiones del paquete de la película(W×H×D) | 115 mm × 92 mm × 20 mm 4.5 in × 3.6 in × 0.8 in |

### Instax Square
Instax Square es un tipo de película Instax, lanzado en 2017, para cámaras instantáneas híbridas, que utiliza un formato 1:1.
| Especificaciones de película           | Especificaciones de película      |
| -------------------------------------- | --------------------------------- |
| Velocidad de película                  | ISO 800                           |
| Temperatura de color                   | 5500K                             |
| Resolución                             | 10 líneas/mm                      |
| Fotos por paquete                      | 10                                |
| Dimensiones de la película(W×H)        | 72 mm × 85,6 mm 2.83 in × 3.37 in |
| Dimensiones de la imagen(W×H×D)        | 62 mm × 62 mm 2.4 in × 2.4 in     |
| Relación de aspecto                    | 1:1                               |
| Dimensiones del paquete de la película | Desconocido                       |

## Historia

### Pre-Instax (patente de Kodak)
Kodak dejó de fabricar cámaras de película instantánea cuando Polaroid la demandó con éxito por infracción de patente en 1986. Fujifilm, a través de un acuerdo con Polaroid, fabricó varias líneas de películas instantáneas a partir de la década de 1980, con la limitación de que no se podían distribuir oficialmente en ciertos territorios (como p.e. los EE. UU.) hasta que no expiraran las patentes originales a mediados de 1990. A partir de esta fecha continuó fabricando y comercializando su propia línea de película instantánea. 

### Fin de la patente Polaroid
La tecnología Instax se lanzó a los consumidores en 1998, estando basada en los sistemas anteriores de película instantánea, con la misma velocidad de película y el mismo orden en la disposición de los tintes. Fujifilm originalmente deseaba lanzar la serie Instax en todo el mundo, incluyendo Norteamérica y Europa simultáneamente, pero optó por trabajar con Polaroid en la cámara Polaroid Mio basada en la Instax Mini 10/20 para el mercado estadounidense.  La línea de producto Polaroid Mio se dejó de fabricar al cabo de algunos años.

### Polaroidy PolaroidOriginals
Con Polaroid cesando la producción de películas instantáneas en 2008, el sistema Instax fue el único sistema de película instantánea integral en producción hasta que "Impossible Project" (actualmente Polaroid Originals ) lanzó su película integral a principios de 2010. El sistema Instax Mini también se vende en algunos mercados de Polaroid a través de las marcas Polaroid 300 y Polaroid 300 Film  (en realidad, con el nuevo nombre de Instax Mini 7S y la película Instax Mini).

### Aceptación y acrecentamiento de popularidad
En 2014, se informó que la Instax Mini 8 superaba en ventas a modelos emblemáticos como la Fujifilm X-T1 o la Sony α7R. En 2016, se informó que las ventas de las cámaras Instax habían aumentado a 5 millones de unidades el año fiscal anterior, en comparación con las 100.000 unidades de 2004. También ese año, Fujifilm lanzó una formulación monocroma de la película.